# Betânia (Pernambuco)
Betânia é um município brasileiro do estado de Pernambuco, Região Nordeste do país.

## História
Em 1872, as terras onde hoje se localiza o município constituíam a Fazenda Caiçara dos Órfãos, de propriedade de Manoel Pereira. Em 1902, foi construída uma escola de alfabetização, a cargo do professor José Antonio de Souza Guerra. Em 1911, instalou-se a feira livre no local. Estas duas iniciativas induziram o povoamento. Em 1912, o nome da localidade, então Caiçara dos Órfãos, foi trocado para Betânia, por sugestão do Padre José Ribeiro. Pela Lei Estadual 1319, de 13 de junho de 1916, foi elevada à categoria de vila e 4º Distrito de Floresta.
O distrito de Betânia foi criado em 6 de dezembro de 1928, pela Lei Municipal n. 2, subordinado ao município de Custódia. O município foi instalado em 19 de março de 1962.

## Geografia[6]
Localiza-se a uma latitude 08º16'29" sul e a uma longitude 38º02'03" oeste, estando a uma altitude de 441 metros. Sua população estimada em 2009 era de 12.011 habitantes.
Possui uma área de  1.244,7 km².
O município é formado pelos distritos sede, São Caetano do Navio e Remédios.
O município está incluído na área geográfica de abrangência do semiárido brasileiro, definida pelo Ministério da Integração Nacional em 2005. Esta delimitação tem como critérios o índice pluviométrico, o índice de aridez e o risco de seca.
O município insere-se na unidade geoambiental da Depressão Sertaneja, característica do semiárido nordestino.
A vegetação é composta por Caatinga Hiperxerófila com trechos de Floresta Caducifólia.
O clima é Tropical Semiárido, com chuvas de verão. O período chuvoso inicia em novembro e termina em abril. A precipitação média anual é de 537,3 mm.
Betânia está nos domínios da bacia hidrográfica do Rio Pajeú. Seus principais tributários são os riachos do Navio, do Bonito, do Tamanduá, do Saco, do Pau Vera, do Aguap é, Santa Clara, do Bom Jesus, do Bredo, da Carnaubinha, do Minador, do Poço, do Barbosa, da Maravilha, dos Veados, das Baixas, do Bonfim, do Mulungu Velho, do Letreiro, Olho d’ Água, das Vassouras, Poço do Mentiroso, Quixaba, da Tróia, da Jibóia, da Jurema, do Rabicho, das Queimadas, do Angico, Salobro, do Remédio, dos Bois, do Chifre, da Salina, Curimat ã, da Boa Vista, do Sargento, da Passagem Funda, Mandacaru e da Caraíba Queimada, todos de regime intermitente. No município situam-se as lagoas da Tábua, da Serra Branca, dos Paus Pretos, do Arcanjo, da Timburina, Grande, Seca, da Pedra, do Milho, do Caldeirão, do Bonito, do Zé Rumão, da Caatinga, do Arroz, do Anil, dos Algodões, das Antas, Matriz, do pelado, dos Porcos, dos Pereiras, do Logradouro, Cercada, do Patrício, Comprida, do Pau-Ferro, da Braça, do Defunto João, do Veado, do Exu e da Melancia. Possui ainda o açude Conceição.